# Irina Glibko
Irina Glibko (født 2. februar 1990 i Odessa, død 28. august 2024) var en ukrainsk håndboldspiller, som spillede for SCM Râmnicu Vâlcea og Ukraines kvindehåndboldlandshold.